# Mario Iaquone
 Nastro d'argento migliore presa diretta 2011

Mario Iaquone (...) è un tecnico del suono italiano.

## Biografia
Di famiglia originaria di Atina, si diploma nel Centro Sperimentale di Cinematografia nel 1990 come Tecnico del suono.
Contemporaneamente alla realizzazione di numerosi film è Docente di tecnica del suono al corso di regia documentario nel biennio 1994-1996 presso il Centro Sperimentale di Cinematografia di Roma Cinecittà.
Nel 2007 nel film Tutta la vita davanti sperimenta per la prima volta una nuova tecnica di ripresa degli ambienti Stealth audio fx.

## Filmografia

### Cinema
- Il ritmo del silenzio, regia di Andrea Marfori (1990)
- Roma intorno a Roma, regia di Carlo Gabriel Nero - cortometraggio (1990)
- Arturo, regia di Marilisa Calò - cortometraggio (1991)
- Il caso Martello, regia di Guido Chiesa (1991)
- Piccoli omicidi senza parole, regia di José Quaglio (1991)
- Verso sud, regia di Pasquale Pozzessere (1992)
- Microfilm, regia di Federico Ramundo - cortometraggio (1992)
- Il tempo dei sogni (un film per il Roero), regia di Guido Chiesa - cortometraggio (1992)
- L'isola del vulcano, regia di Andrea Marfori (1993)
- Babylon: la paura è la migliore amica dell'uomo, regia di Guido Chiesa (1994)
- Padre e figlio, regia di Pasquale Pozzessere (1994)
- Portami via, regia di Gianluca Maria Tavarelli (1994)
- L'estate di Bobby Charlton, regia di Massimo Guglielmi (1995)
- Il mondo alla rovescia, regia di Isabella Sandri (1995)
- Il verificatore, regia di Stefano Incerti (1995)
- L'amore molesto, regia di Mario Martone (1995)
- Ferie d'agosto, regia di Paolo Virzì (1996)
- Cous Cous, regia di Umberto Spinazzola (1996)
- Hotel Paura, regia di Renato De Maria (1996)
- 22 heures 22, regia di Marcello Catalano - cortometraggio (1996)
- La Venere di Willendorf, regia di Elisabetta Lodoli (1997)
- I vesuviani, regia di Mario Martone, Stefano Incerti, Antonietta De Lillo, Antonio Capuano e Pappi Corsicato (1997)
- Testimone a rischio, regia di Pasquale Pozzessere (1997)
- I racconti di Badassarre, regia di Eros Puglielli - cortometraggio (1997)
- Il più lungo giorno regia di Roberto Riviello (1997)
- Ecco fatto, regia di Gabriele Muccino (1998)
- Teatro di guerra regia di Mario Martone (1998)
- Simpatici & antipatici, regia di Christian De Sica (1998)
- Così è la vita, regia di Aldo Giovanni e Giacomo e Massimo Venier (1998)
- Un amore, regia di Gianluca Maria Tavarelli (1999)
- La lingua del santo, regia di Carlo Mazzacurati (2000)
- Qui non è il paradiso, regia di Gianluca Maria Tavarelli (2000)
- Chiedimi se sono felice, regia di Aldo Giovanni e Giacomo e Massimo Venier (2000)
- Si fa presto a dire amore, regia di Enrico Brignano (2000)
- Niente di straordinario, regia di Ruggero Cappuccio . cortometraggio (2000)
- Ribelli per caso, regia di Vincenzo Terracciano (2001)
- Senza filtro, regia di Mimmo Raimondi (2001)
- L'amore imperfetto, regia di Giovanni Davide Maderna (2002)
- My Name Is Tanino, regia di Paolo Virzì (2002)
- Un Aldo qualunque, regia di Dario Migliardi (2002)
- La forza del passato, regia di Piergiorgio Gay (2002)
- Il mare non c'è paragone, regia di Eduardo Tartaglia (2002)
- La leggenda di Al, John e Jack regia di Aldo Giovanni e Giacomo e Massimo Venier (2002)
- Caterina va in città, regia di Paolo Virzì (2003)
- La porta delle 7 stelle, regia di Pasquale Pozzessere (2004)
- Tu la conosci Claudia? regia di Massimo Venier (2004)
- Non ti muovere, regia di Sergio Castellitto (2004)
- L'odore del sangue, regia di Mario Martone (2004)
- Romanzo criminale, regia di Michele Placido (2005)
- Anche libero va bene, regia di Kim Rossi Stuart (2005)
- N - Io e Napoleone, regia di Paolo Virzì (2006)
- Sono io regia di Sergio Castellitto - cortometraggio (2006)
- L'estate del mio primo bacio, regia di Carlo Virzì (2006)
- Il 7 e l'8, regia di Ficarra e Picone e Giambattista Avellino (2007)
- Mi fido di te, regia di Massimo Venier (2007)
- Tutta la vita davanti, regia di Paolo Virzì (2008)
- L'ultimo Pulcinella regia di Maurizio Scaparro (2008)
- Se chiudi gli occhi, regia di Lisa Romano (2008)
- La siciliana ribelle, regia di Marco Amenta (2009)
- Tris di donne e abiti nuziali, regia di Vincenzo Terracciano (2009)
- La matassa, regia di Ficarra e Picone e Giambattista Avellino (2009)
- La prima linea, regia di Renato De Maria (2009)
- La prima cosa bella, regia di Paolo Virzì (2010)
- 20 sigarette, regia di Aureliano Amadei (2010)
- La banda dei Babbi Natale, regia di Paolo Genovese (2010)
- Il gioiellino, regia di Andrea Molaioli (2011)
- Scialla! (Stai sereno), regia di Francesco Bruni (2011)
- I più grandi di tutti, regia di Carlo Virzì (2011)
- Una storia sbagliata, regia di Gianluca Maria Tavarelli (2015)
- Milionari, regia di Alessandro Piva (2015)
- I calcianti, regia di Stefano Lorenzi e Cosimo Savio (2015)
- Natale a Londra - Dio salvi la regina, regia di Volfango De Biasi (2016)

### Televisione
- Amiche davvero!!, regia di Marcello Cesena - film TV (1998)
- Indizio fatale, regia di Marcello Avallone - film TV (1999)
- La vita che verrà, regia di Pasquale Pozzessere - miniserie TV (1999)
- Ultimo - La sfida, regia di Michele Soavi - miniserie TV (1999)
- Maigret, regia di Renato De Maria - miniserie TV (2004)
- Lucia, regia di Pasquale Pozzessere - film TV (2005)

## Riconoscimenti
- Nomination al David di Donatello per L'amore molesto
- Ciak d’oro 1996 miglior sonoro per L'amore molesto[2]
- Saker d'oro per L'amore molesto
- Ciak d'oro miglior sonoro in presa diretta per Teatro di guerra[3]
- Nomination al David di Donatello per Non ti muovere
- Nastro d’argento per Romanzo criminale
- Nomination David di Donatello per Romanzo criminale
- Ciak d’oro miglior sonoro in presa diretta per Romanzo criminale[4]
- Nomination al premio AITS per Romanzo criminale
- Nomination al Nastro d'argento per Anche libero va bene
- Nomination al David di Donatello per Anche libero va bene